# كيرتي
كيرتي هي بحيرة متوسطة الحجم تقع في منطقة مستجمعات المياه الرئيسي فووكسي. وهي تقع في منطقة سافو الشمالية في فنلندا.